# Spurius Carvilius (Gesandter)
Spurius Carvilius war ein in der ersten Hälfte des 2. Jahrhunderts v. Chr. lebendes Mitglied des römischen plebejischen Geschlechts der Carvilier.
Im Vorfeld des drohenden Krieges zwischen Rom und dem makedonischen König Perseus wurde Carvilius Anfang 171 v. Chr. von Gnaeus Sicinius beauftragt, von Griechenland zurück nach Italien zu reisen, um dem Senat über die dortige Situation zu informieren. Damals hatte auch Perseus eine Gesandtschaft nach Rom geschickt. Als deren Vertreter dem Senat ungenügende Antworten auf die gegen den Makedonenkönig erhobenen Beschuldigungen gaben, mussten sie Italien binnen elf Tagen verlassen. Carvilius hatte die Gesandten zu ihren Schiffen zu geleiten. Ansonsten ist über ihn nichts überliefert.